# Armée de Paris (1940)
Pour les articles homonymes, voir Armée de Paris.
L'armée de Paris est une grande unité de l'Armée de terre française, formée en juin 1940 pour défendre Paris. Elle est créée le 8 juin 1940 sous les ordres du général Pierre Héring. Rattachée au groupe d’armées no 3, l'armée de Paris reçoit l'ordre le 12 juin de ne pas défendre la capitale. Elle continue de combattre tout en se repliant vers le Sud-Ouest de la France, jusqu'au cessez-le-feu.

## Historique

### Formation
L'armée de Paris est créée le 8 juin 1940 sous les ordres du général Héring, gouverneur militaire de Paris, afin de défendre la capitale (ainsi que la Seine en aval) en cas de percée de la ligne Weygand. Initialement, elle ne compte pas de troupes. La défense extérieure de Paris est alors assurée par la ligne Chauvineau, une ligne de fortifications inachevée.
Les premières grandes unités combattantes rejoignent l'armée le 10 juin : le 10e corps d'armée, rescapé des combats de la 10e armée, et les 84e et 85e divisions d'infanterie d'Afrique, venues d'Afrique du Nord. L'armée de Paris s'insère entre la 10e armée (à l'ouest) et la 7e armée. Ses troupes mènent quelques combats qui stoppent brièvement les Allemands sur la ligne Chauvineau les 11-12.

### Repli
Le général en chef Maxime Weygand, convaincu de la défaite française et souhaitant éviter une destruction inutile de Paris, ainsi que l'encerclement de la 10e armée et de l'armée de Paris, décide de ne pas défendre Paris et demande au président du Conseil de déclarer Paris ville ouverte. Le 12 juin au soir, le général Héring reçoit l'ordre général de repli des armées françaises, qui doivent rejoindre le sud de la Loire.
L'armée décroche donc vers Tours, poursuivie par l'infanterie des VIIIe et XLe corps allemands. L'armée compte alors cinq divisions, dont la 2e division légère mécanique et la 4e division cuirassée. Le 19, elle repart vers le sud. Les restes de l'armée terminent la guerre dans le Sud-Ouest.